# Aardaker

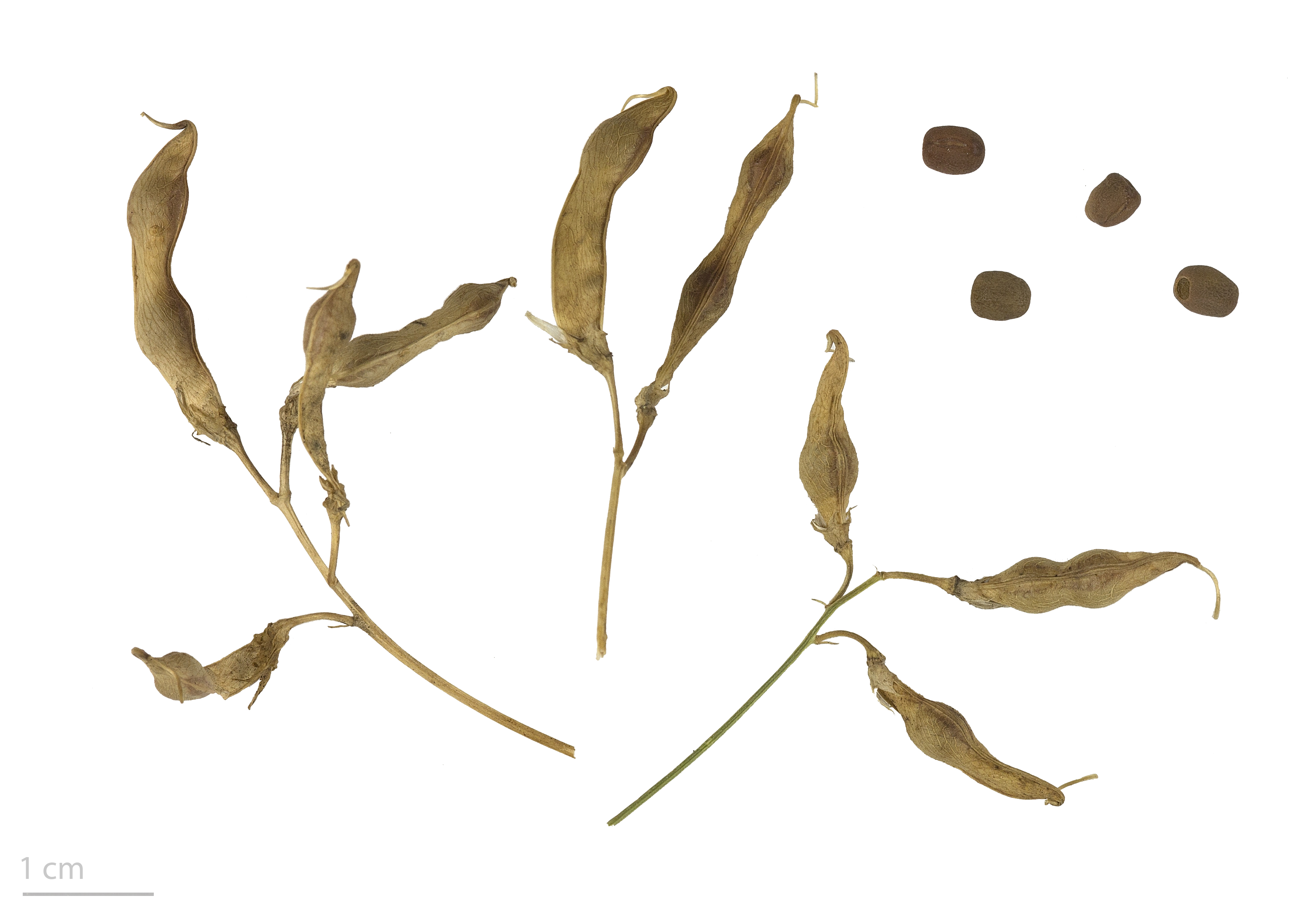
Lathyrus tuberosus, peulen en zaden

De aardaker (Lathyrus tuberosus) is een plant uit de vlinderbloemenfamilie. In Nederland is de plant vanaf 1 januari 2017 niet meer wettelijk beschermd.

## Kenmerken
Het overblijvende kruid is een klimplant met platte stengels en wordt ongeveer 30-100 cm lang. De circa 2 cm lange bloemen zijn rozerood tot violet van kleur en groeien in trossen van drie tot acht stuks. De plant bloeit in juni en juli. De bloemen worden bestoven door vlinders en door bijen uit de geslachten: Eucera, Megachile, Osmia en Trachusa. De bloemen geuren.
De bladeren zijn geveerd. Het onderste, solitaire deelblaadje is ovaal en de einddeelblaadjes bestaan uit gedeelde ranken, waarmee de plant zich vasthecht. De middelste deelblaadjes zijn langwerpig hartvormig.
De plant is een hemikryptofyt. Zijn ontkieming is tweedelig. Het bovenste gedeelte van de kiemwortel en het hypocotyl verdikken zich tot een eerste knol. Uit de bladoksels van de kiemblaadjes en de onderste blaadjes van de liggende, beginnende groeistengel groeit tot een tot 60 cm lange bodemuitloper. Deze uitlopers vertakken zich verder en de in de bodem liggende knopen vormen zich tot knollenvormende wortels. Na drie tot vier jaar bereiken deze knollen de volle grootte en zijn dan net zo groot als hazelnoten. De plant wortelt tot 70 cm in de aarde. De soort vermeerdert zich vegetatief door de ondergrondse uitlopers en in het bijzonder door de knolletjes.

## Standplaats
De aardaker groeit in akkerranden en in wegbermen op kleigrond. Ze prefereert kalkhoudende grond, maar is hier niet tot beperkt. Volgens de Duitse ecoloog Heinz Ellenberg is de aardaker een typische soort die op schrale grond groeit tussen de akkerkruiden bij graanvelden.

## Verspreiding
De aardaker komt oorspronkelijk uit Europa en het westen van Azië. In Noord-Amerika komt de plant nu ook voor.

## Voedingsbestanddelen
De knolletjes bevatten vooral suikers en zetmeel en tevens eiwitten en vetten.

## Toepassingen
Tot in de negentiende eeuw werd de soort commercieel verbouwd, onder andere in Nederland in de provincie Zeeland en op de Zuid-Hollandse eilanden. Uitvoer vond plaats naar Frankrijk. Tegenwoordig vindt men de plant vooral in de tuinen van liefhebbers van oude cultuurgewassen.
De knolletjes werden als aardappels gekookt of net als tamme kastanjes gepoft. Vaak dienden ze ook als koffiesurrogaat of als varkensvoer. Ze konden ook tot plantaardige olie verwerkt worden. In de zestiende eeuw werd uit de bloemen parfum gewonnen.
Sinds het begin van de eenentwintigste eeuw jaren wordt de plant in zaadmengsels verwerkt die op onbegroeide terreinen worden uitgezaaid. Als vlinderbloemige draagt deze plant bij aan de bodemverbetering (bijdrage van stikstof), vergelijkbaar met de lupine en de luzerneklaver.

## Bescherming
Deze plant was in Nederland officieel beschermd tot 1 januari 2017, en staat in België op de rode lijst. In sommige deelstaten van Duitsland staat deze plant ook op de rode lijst van bedreigde plantensoorten.